# Universität Rostock
Die Universität Rostock wurde im Jahre 1419 gegründet und ist damit die viertälteste Hochschule Deutschlands sowie die älteste Universität im Ostseeraum.
Im Wintersemester 2024/25 waren 12.816 Studierende immatrikuliert, darunter auch viele Erasmus- und weitere Auslandsstudenten. 2024 begannen insgesamt 3.513 Fachanfänger ein Studium an der Universität, etwa die Hälfte davon kam aus Mecklenburg-Vorpommern, 12,4 % kamen aus dem Ausland. 2023 lehrten in Rostock 303 Professoren. Insgesamt werden von der Universität etwas mehr als 2.900 Mitarbeiter (darunter ca. 850 in der Universitätsmedizin) direkt beschäftigt. Die Universität Rostock gilt auf Grund ihres umfangreichen Studienangebots als Volluniversität. Die Mehrheit der über 100 Studiengänge in zehn Fakultäten wird mit Master- und Bachelorabschlüssen angeboten, daneben gibt es aber auch Staatsexamina, insbesondere im Lehramtsstudium. In einem 2018 veröffentlichten Ranking von Times Higher Education wurde die Hochschule als die schönste Universität Deutschlands und die viertschönste Europas gelistet.

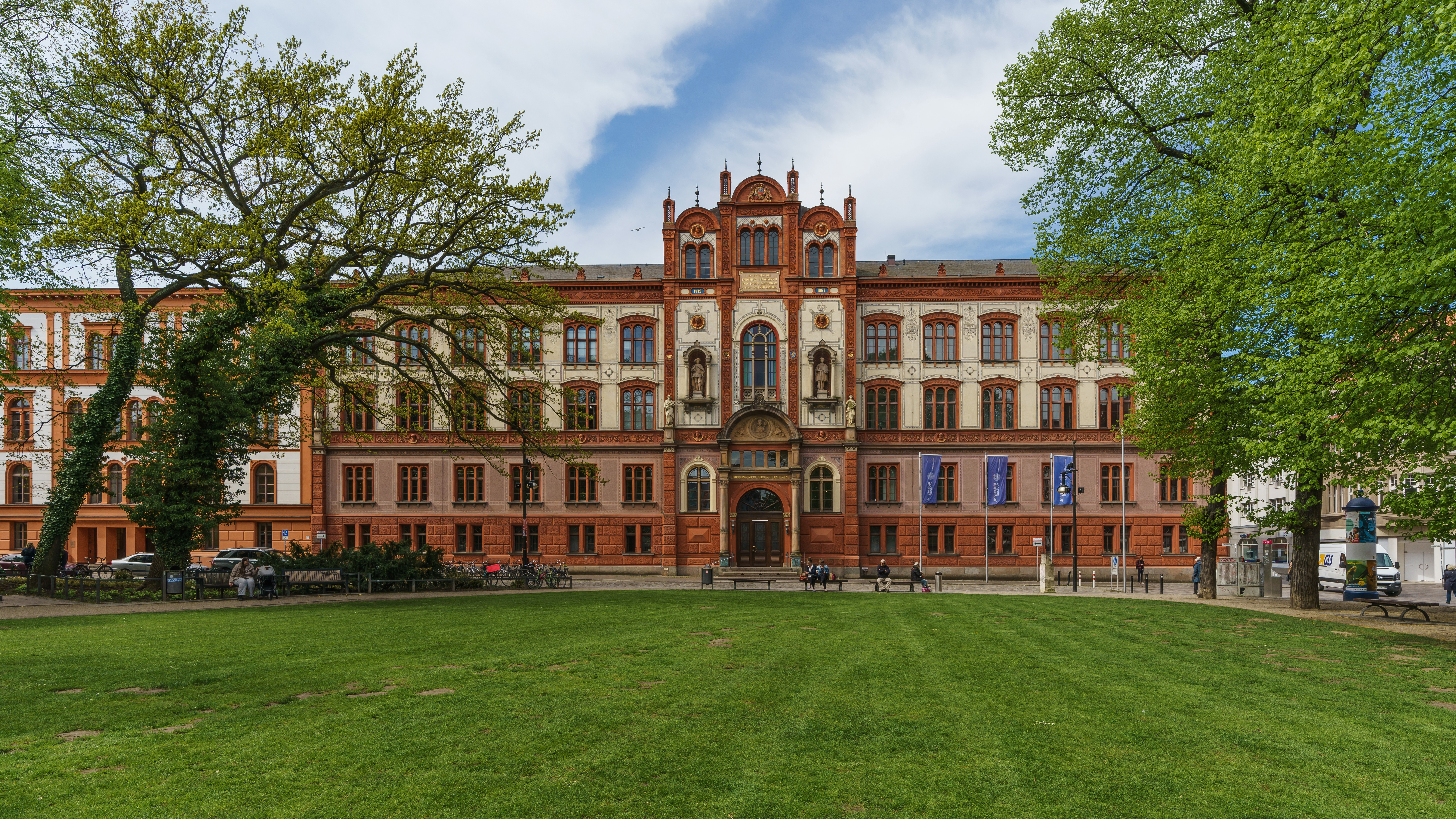
Hauptgebäude der Universität Rostock

Mehrere Nobelpreisträger haben in Rostock studiert oder geforscht, darunter Albrecht Kossel, Karl von Frisch und Otto Stern. Das Drittmittelvolumen der Hochschule lag im Jahr 2023 bei über 69 Millionen Euro. Im Umfeld der Universität haben sich durch Institute, Gründungen und Unternehmensansiedlungen Cluster der Wirtschaft und Forschung in Bereichen der Spitzentechnologie gebildet. Vor allem in den Sektoren Biotechnologie, Medizin und Lebenswissenschaften (zum Beispiel BioCon Valley und DZNE), Nanotechnologie und Chemie (LIKAT), in der Lichtforschung und Photonik, Agrar- und Umweltwissenschaften, in der maritimen Forschung (IOW) sowie in der Erforschung von Bereichen der Datenverarbeitung und Informationsgesellschaft (Fraunhofer-Institut für Graphische Datenverarbeitung) haben sich bedeutende Vertreter angesiedelt. Auch die demografische Forschung im Umfeld der Rostocker Universität, die über mehrere Sonderforschungsbereiche und Graduiertenkollegs, verfügt, ist von Weltrang, vor allem mit dem zuständigen Max-Planck-Institut.

## Geschichte

### Gründung im Mittelalter
Die Universität wurde 1419 von den Herzögen Johann IV. und Albrecht V. von Mecklenburg und dem Rat der Hansestadt Rostock als erste Hochschule im Norden des Heiligen Römischen Reiches und als erste Universität im gesamten Ostseeraum gegründet. Wer der Initiator der Gründung war, ist aufgrund fehlender Quellen umstritten; fest steht aber, dass sie anfangs zum großen Teil durch die Bürger der Hansestadt Rostock finanziert wurde. Das Ersuchen wurde im Jahre 1418 ausgearbeitet und unter Mitwirkung des Schweriner Bischofs Heinrich II. von Nauen verschickt. Ein solches Ersuchen konnte zur damaligen Zeit nur von Landesfürsten, Königen oder Kaisern an den Papst gerichtet werden, nicht von Städten. Papst Martin V. stellte jedenfalls nach Prüfung des Wahrheitsgehalts der Angaben im Antrag am 13. Februar 1419 eine päpstliche Bulle aus, mit der er die Gründung zuließ.

Siegel der Universität Rostock

Die feierliche Eröffnung der Universitas Rostochiensis erfolgte am 12. November 1419 unter ihrem Kanzler Bischof Heinrich III. von Wangelin, der auch den ersten Rektor, Petrus Stenbeke, bestellte. In der Bundesrepublik Deutschland gibt es nur zwei Universitäten, die älter sind und ebenfalls ohne Unterbrechung bis heute bestehen: die Universität Heidelberg (1386) und die Universität Leipzig (1409).
Der Lehrbetrieb in Rostock begann in bereits bestehenden Gebäuden nahe der Petrikirche und dem Zisterzienserkloster „Zum Heiligen Kreuz“. Anfangs bestand die Hochschule aus einer juristischen und einer medizinischen Fakultät sowie der Facultas artium (heute die philosophische Fakultät). Wegen häretischer Strömungen im Reich blieb die Universität aber bis 1433 ohne die übliche theologische Fakultät. Erst als der Papst Eugen IV. im Jahre 1432 der Errichtung einer theologischen Fakultät zustimmte, waren die vier mittelalterlichen Traditionsfakultäten für ein „Studium generale“ vollständig.
Infolge politischer Wirren musste die Universität auf kirchlichen Druck und unter der Vorgabe eines Interdikts durch das Basler Konzil im Jahre 1437 zeitweilig nach Greifswald umziehen. Dieser Auszug dauerte bis 1443 an, obwohl bereits 1440 das Interdikt aufgehoben worden war. 1487 bis 1488 (nach anderen Aussagen bis 1492) befand sich der Sitz der Universität aufgrund eines weiteren Auszugs in der Hansestadt Lübeck.

### Frühe Neuzeit: Blüte und Niedergang

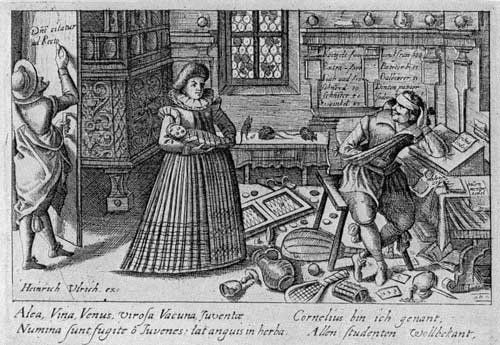
Cornelius bin ich genant, allen Studenten wolbekant, Kupferstichblatt aus dem Speculum Cornelianum von 1608/1618

Im 15. und 16. Jahrhundert war die Universität Rostock mit 400 bis 500 Studenten aus ganz Norddeutschland sowie besonders aus Holland, Skandinavien und dem Baltikum eine der bedeutendsten Universitäten in Deutschland. Ein berühmter Student war in dieser Zeit Ulrich von Hutten, der 1509 von Greifswald kommend in Rostock eintraf und hier sein Studium weiterführte. Er schwärmte vom „beschwingten Geiste und der Freiheit“, die in Rostock herrschten. Einige Zeit später als die Stadt Rostock wurde die Universität 1542 protestantisch. Wenig später legten der Rat der Stadt und der Herzog einen längeren Streit über die Finanzierung der Universität und die Besetzung der Professuren bei und ermöglichten der Hochschule so eine erste Blütezeit.
Ab 1566 war Tycho Brahe für zwei Jahre Student an der Rostocker Universität. Während dieser Zeit war er in ein Duell verwickelt, das ihn die Nase kostete. Der Anlass des Streites war eine mathematische Formel. Die Universität gilt als die erste, an der das Kopernikanische Weltbild gelehrt wurde, nachdem der Rostocker Dozent Duncan Liddel es in modifizierter Form übernommen hatte. Beim Universitätsjubiläum im Jahre 1600 wurde die Theaterkomödie Cornelius Relegatus (lat. „der von der [Universität] verwiesene Cornelius“), auch „der verbummelte Cornelius“, von Albert Wichgreve (um 1575–1619) uraufgeführt, die auf satirische Weise die unrühmliche Laufbahn eines gescheiterten Studenten des 16. Jahrhunderts schildert und für lange Zeit die Ansichten der Öffentlichkeit vom Leben eines Bummelstudenten prägte. Gleichzeitig ist das Stück ein Dokument der akademischen Sitten und Gebräuche des ausgehenden 16. Jahrhunderts. Das Stück erzielte einen enormen Publikumserfolg mit außergewöhnlicher Langzeitwirkung.

Rostocker Studenten 1737, Abbildung in einem Stammbuch

Eine der wichtigsten Einrichtungen für die Studenten und Mitarbeiter ist die bereits 1569 gegründete Universitätsbibliothek, die aus drei Bereichsbibliotheken, 10 Fachbibliotheken, dem Universitätsarchiv, der Kustodie und dem Patent- und Normenzentrum besteht. Sie hat heute einen Bestand von rund 2,2 Mio. Bänden. Sie besitzt außerdem einen umfangreichen Altbestand, der auch ca. 2.800 Handschriften und Autographen, 650 Inkunabeln und 14 Nachlässe enthält.
Humanismus und Luthertum waren bestimmend für die Rostocker Universität; zugleich war sie zusammen mit der Universität Rinteln und der Universität Wittenberg („Leucorea“) eine führende gutachterliche Universität während der Hexenprozesse. Die Spruchpraxis an den allgemeinen deutschen juristischen Fakultäten war recht unterschiedlich; die juristischen Fakultäten der Universitäten Helmstedt („Academia Julia“) und Rinteln galten dabei als „hardliner“ in Sachen Hexenverfolgung. Rostock galt als vergleichsweise milde, dennoch war die Hochschule bis ins 18. Jahrhundert an etwa 4000 Hexenprozessen beteiligt.
Infolge des Dreißigjährigen Krieges verlor die Rostocker Universität ihre überregionale Bedeutung und verkümmerte zu einer Hochschule für Landeskinder, zumal ihr seit 1665 neben Greifswald auch die Universität Kiel erfolgreich Konkurrenz machte. Vielfach wurden die Rostocker Lehrstühle nun als Pfründe vererbt, statt an möglichst qualifizierte Bewerber vergeben zu werden. 1760 wurde die Rostocker Hochschule überdies aufgrund von erneuten Konflikten der Stadt mit dem herzoglichen Landesherrn in eine rätliche Universität in Rostock und eine fürstliche Universität in Bützow geteilt und erst 1789 wiedervereinigt. Dieser Streit lähmte die Entwicklung der Hochschule für mehrere Jahre.

### Wiederaufstieg im 19. Jahrhundert und frühes 20. Jahrhundert
Nachdem die Zuständigkeit für die Universität 1827 durch einen Vertrag mit der Stadt vollständig auf das Großherzogtum Mecklenburg-Schwerin übergegangen war, wurde bis Ende des 19. Jahrhunderts durch einen großzügigen Ausbau, u. a. von neuen Kliniken, und innere Reformen im Sinne Humboldts wieder der Anschluss an die übrigen deutschen Universitäten erreicht. Das Hauptgebäude wurde 1866 bis 1870 vom Schweriner Hofbaurat Hermann Willebrand im Stil der Neorenaissance erbaut. Großherzog Friedrich Franz II. ließ mehrere neue Lehrstühle und Institute einrichten und bemühte sich systematisch um die Gewinnung bedeutender Gelehrter, so dass er als „zweiter Gründer“ der Universität gilt.

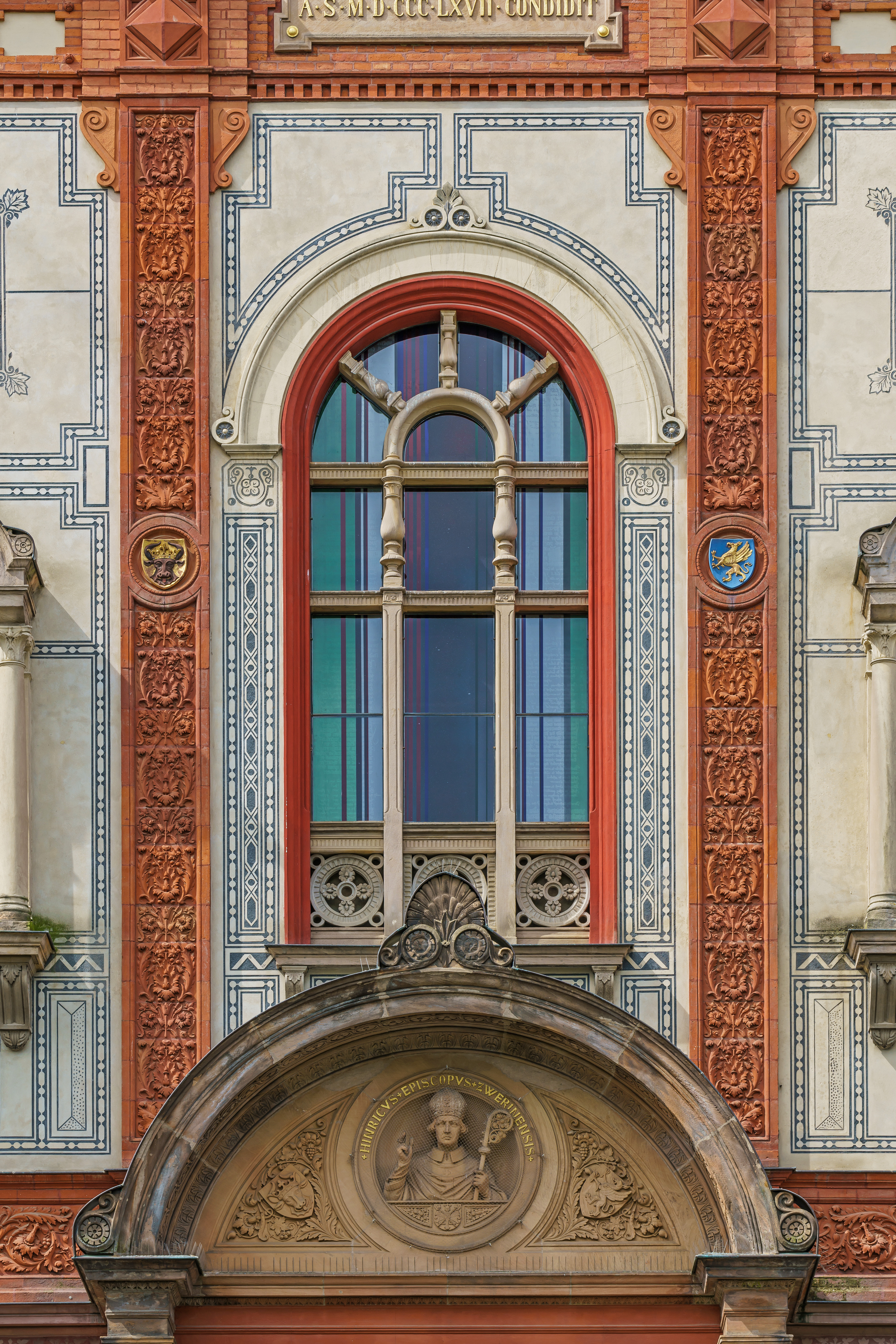
Detail des Hauptgebäudes der Universität Rostock

Mit der Berufung des Historikers Karl Hegel (1813–1901) erfolgte so ab 1841 die Etablierung der modernen Geschichtswissenschaften an der Universität Rostock. Hegel wirkte hier von 1841 bis 1856. Am 11. Juni 1858 wurde in Rostock zudem das deutschlandweit erste „Deutsch-Philologische Seminar“ (heute Institut für Germanistik) von Karl Bartsch, Professor für Germanistik und Romanistik, gegründet. Zu den berühmtesten Absolventen der Universität zählte Heinrich Schliemann (1822–1890), der 1869 zum Thema „Ithaka, der Peloponnes und Troja“ promoviert wurde. Beim Dekan Hermann Karsten hatte er die Eröffnung des Promotionsverfahrens beantragt, und am 27. April 1869 wurde ihm das lateinische Doktordiplom in Rostock ausgestellt. Bald darauf gelangte er als Ausgräber zu Weltruhm. Das heutige Rostocker Institut für Altertumswissenschaften ist nach ihm benannt.

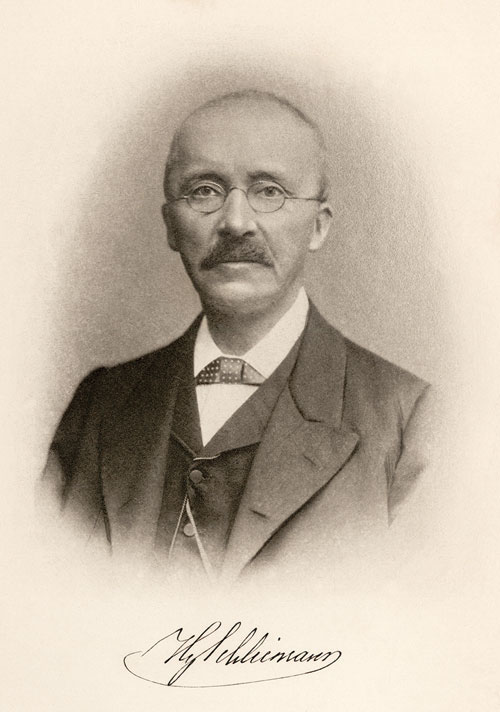
Heinrich Schliemann, 1866

Die Rostocker Universität genoss um 1900 wieder Ansehen, stand jedoch weiterhin im Schatten der benachbarten preußischen Hochschulen in Kiel und Greifswald und blieb zahlenmäßig eine kleine Hochschule mit 1700 Studenten im Jahre 1930. Als eine der letzten deutschen Universitäten hielt sie an der mittelalterlichen Einteilung in nur vier Fakultäten fest und zeigte sich auch sonst in vielen Belangen konservativ.

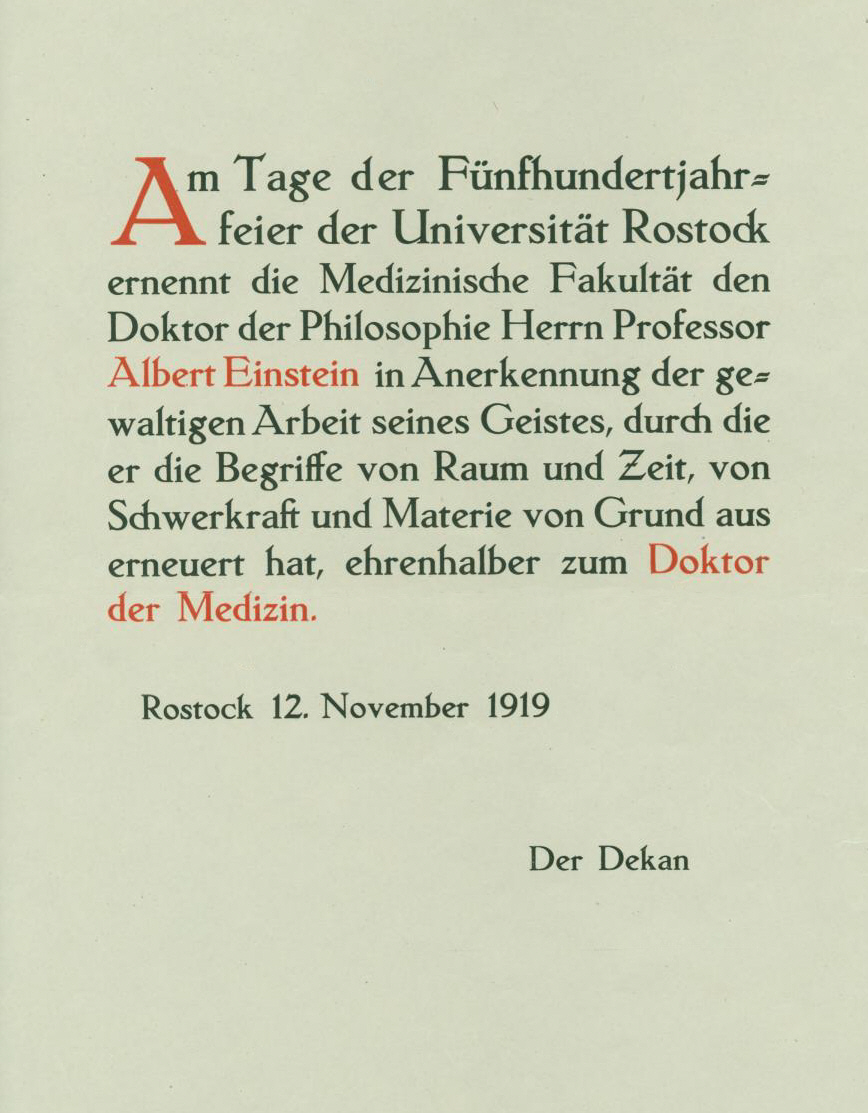
Ehrenpromotionsurkunde 1919

Anlässlich der Fünfhundertjahrfeier der Universität Rostock am 12. November 1919 erhielt neben Max Planck auch Albert Einstein die Ehrendoktorwürde. Einstein stand damals bereits seit Jahren in regem Briefverkehr mit dem in Rostock lehrenden Philosophen Moritz Schlick. Die Universität ehrte die „gewaltige Arbeit seines Geistes, durch die er die Begriffe von Raum und Zeit, von Schwerkraft und Materie von Grund aus erneuert hat“ und ernannte ihn „ehrenhalber zum Doktor der Medizin“. Da das Physikalische Institut das Kontingent an Ehrenpromotionen zur Fünfhundertjahrfeier bereits ausgeschöpft hatte, erfolgte die Ehrung durch die Medizinische Fakultät. Die einzige in Deutschland an Einstein verliehene Ehrendoktorwürde wurde ihm auch während der NS-Zeit nicht aberkannt.
 Die Einführung des Frauenstudiums 
Die Universität Rostock ermöglichte im Wintersemester 1909/10 als letzte Universität in Deutschland Frauen das Studium. Bereits im WS 1895/96 wurden Frauen als Hörerinnen zugelassen, jedoch blieb diese Möglichkeit bis 1906 auf die Philosophische Fakultät eingeschränkt. Zudem benötigten die Frauen die Zustimmung vom Rektor und von den Dozenten, um an den Vorlesungen teilzunehmen. Da sie nicht als Studenten immatrikuliert waren, durften sie auch keine Prüfungen ablegen. Dies änderte sich am 29. Juni 1909, als der mecklenburgische Großherzog Friedrich Franz IV. die Immatrikulation von unverheirateten Frauen genehmigte. Die erste Frau, die sich 1909 an der Universität Rostock einschrieb, war Elisabeth Bernhöft (Germanistik). Ihr folgten am gleichen Tag Sophie Jourdan (Medizin) und wenig später Frida Ortmann (Germanistik). Bernhöft war bereits seit 1904 Hörerin in Deutsch, Geschichte, Französisch und Philosophie. Diese Vorkenntnisse ermöglichten es ihr bereits 1910, an der Philosophischen Fakultät mit der Dissertationsschrift Das Lied vom hörnenen Siegfried. Vorgeschichte der Druckredaktion des 16. Jahrhunderts zu promovieren. Die erste Promovendin der Universität Rostock war Erna Grawi. Sie promovierte 1909, noch vor Beginn des regulären Frauenstudiums, mit der Dissertation Die Fabel vom Baum und Schilfrohr in der Weltliteratur zum Dr. phil. Sophie Jourdan promovierte 1913 als erste Frau an der Medizinischen Fakultät. Die erste Habilitandin an der Universität Rostock war 1951 die Germanistin Hildegard Emmel mit ihrer Arbeit Mörikes Peregrinadichtung und ihre Beziehung zum Noltenroman. Ihr folgten im gleichen Jahr die Agrarhistorikerin Gertrud Schröder-Lembke und ein Jahr später die Theologin Marie-Louise Henry. Die Stellung als erste Dekanin übernahm 1959 Hildegard Schumann, seit 1956 Professorin für Englische und Amerikanische Literatur an der Philosophischen Fakultät.
1919 wurde der „Ehefrauenparagraph“ abgeschafft. Von nun an war es auch verheirateten Frauen möglich, sich zum Studium einzuschreiben. Im Sommersemester 1919 waren erstmals 180 Studentinnen an der Universität Rostock immatrikuliert. Sie machten rund 10 % der Studentenschaft aus. Während des Zweiten Weltkriegs stieg der Frauenanteil 1940 auf 30 % und 1944 bereits auf 60 %. Bis 1945 promovierten insgesamt 370 Frauen, davon 90 an der Philosophischen, 250 an der Medizinischen und 30 an der Juristischen Fakultät.
Verursacht durch den Ersten Weltkrieg gab es einen Mangel an männlichen Dozenten an der Universität. Erstmals wurden Frauen als Lehrkräfte eingesetzt, vorrangig als Lektorinnen. Die erste Lektorin war Elise Lohmann, die ab dem Wintersemester 1918/1919 die Vertretung des Lektors der französischen Sprache übernahm. Zu den bekannteren Lektorinnen gehören Mathilde Mann, die ab 1921 an der Universität tätig war, und Annemarie von Harlem, ab 1942 Finnisch-Lektorin. Die erste Frau mit Lehrauftrag war Margarete Fuhrmann, die 1943 zur Dozentin für Arbeitsrecht ernannt wurde.

### Zeit des Nationalsozialismus und der DDR
1933 bis 1945
In der Zeit des Nationalsozialismus war die Universität Rostock von den 1933 einsetzenden „Säuberungen“ weniger stark betroffen als die meisten deutschen Universitäten. Insgesamt wurden 13 Professoren und andere Lehrkräfte vertrieben, darunter der Gräzistikprofessor Kurt von Fritz, der sich weigerte, den geforderten Treueeid auf Adolf Hitler abzulegen. Das waren 10,4 % des Lehrkörpers. Unter den Opfern befanden sich der Psychologe David Katz, der nach Schweden floh, und der Zahnmediziner Hans Moral, der sich aus Verzweiflung das Leben nahm. Andere der Vertriebenen wurden später ermordet, wie beispielsweise Else Hirschberg, die als erste Frau an der Universität Rostock ein Studium der Chemie absolviert hatte. Zudem war es auch in Rostock Praxis, nach den Nürnberger Rassegesetzen als „nichtarisch“ geltenden Menschen ein Studium zu versagen.
1945 bis 1990
1946 wurde die 1942 gegründete Landwirtschaftliche Fakultät wiedereröffnet. Sie beschäftigt sich noch heute mit ingenieurtechnischen Aspekten in der Landwirtschaft und im Umweltbereich; nicht zu verwechseln ist sie mit der 1950 aus einer Vorstudienanstalt hervorgegangenen und bis Juli 1963 existierenden Arbeiter-und-Bauern-Fakultät, die den Namen Ernst Thälmanns trug. Die 1946 neu ins Leben gerufene juristische Fakultät wurde bereits 1951 wieder geschlossen; das Gewicht sollte künftig mehr auf einer ingenieurwissenschaftlichen Ausrichtung liegen. Schon im August 1950 hatte die Regierung der DDR die Gründung einer Technischen Fakultät beschlossen (feierliche Eröffnung im Mai 1951, 1953 Umbenennung in Schiffbautechnische Fakultät, 1963 Umbenennung in Technische Fakultät) und sich damit als wegweisend für andere Universitäten erwiesen. Die 1952 gegründete Fakultät für Luftfahrtwesen wurde hingegen nach nur einem Semester zugunsten der Luftfahrtausbildung an der TU Dresden wieder aufgegeben.
Das Statut von 1954 zählte somit acht Fakultäten auf: Philosophische, Mathematisch-Naturwissenschaftliche, Wirtschaftswissenschaftliche, Theologische, Medizinische, Landwirtschaftliche, Schiffsbautechnische und Arbeiter-und-Bauern-Fakultät (§ 15). 1963 kam noch eine Ingenieurökonomische Fakultät hinzu. Für das ab 1951 obligatorische marxistisch-leninistische Grundlagenstudium der Studenten aller Fachrichtungen, später auch der wissenschaftlichen Mitarbeiter, gab es eigens ein Institut für Gesellschaftswissenschaften, das 1960 in Institut für Marxismus-Leninismus umbenannt und 1969 zur Sektion für Marxismus-Leninismus umstrukturiert wurde. Bei der Hochschulreform 1967/68 löste die Fakultät für Mathematik, Physik und Technische Wissenschaften die Technische Fakultät ab und bestand bis 1990. Das Statut von 1989 gliederte den Wissenschaftlichen Rat in vier Fakultäten: Gesellschaftswissenschaften; Medizin; Biologie, Chemie und Agrarwissenschaften; Mathematik, Physik und Technische Wissenschaften (§ 6).
Die erste Professorin an der Universität Rostock wurde 1947 Lola Zahn mit einem Lehrauftrag für Wirtschaftsplanung an der Sozialwissenschaftlichen Fakultät. Seit 1945 war Ingeborg Schaacke Dozentin für Mineralogie und Petrographie. 1954 übernahm sie den Lehrstuhl für Mineralogie und wurde im gleichen Jahr ebenfalls Direktorin des Mineralogisch-Petrographisches Instituts. Die ersten Ehrendoktorwürden der Universität Rostock für Frauen wurden 1919 an Else Lüders, 1924 an Alma von Hartmann und an Mathilde Mann, 1926 an Magdalene von Tiling, 1988 an Margareta Mikkelsen und 1989 an Christa Lewek verliehen. Das 1970 gegründete, älteste deutsche Studentenkabarett ROhrSTOCK existiert bis heute.
Von 1976 bis 1990 trug die „Universitas Rostochiensis“ den Namen Wilhelm-Pieck-Universität (WPU). Nach der Wiedervereinigung Deutschlands legte sie diesen Namen wieder ab.

### 1990 bis heute: Der Weg ins 21. Jahrhundert
Unmittelbar nach der Wende erfolgte 1990 mit der Amtszeit von Gerhard Maeß als Rektor die Rückkehr von den in den späten 1960er-Jahren eingerichteten Sektionen (Dritte Hochschulreform) zur traditionellen Struktur der Institute bzw. Fachbereiche. Seither ist Rostock als Gruppenuniversität organisiert. Die Fakultät für Mathematik, Physik und Technische Wissenschaften wurde wieder zur Technischen Fakultät mit den vier Fachbereichen Elektrotechnik und Informationstechnik, Informatik, Maschinenbau und Schiffstechnik sowie Bauingenieurwesen (bis 1992, ab dann Fakultät für Ingenieurwissenschaften). Im Herbst 1991 erfuhr die Juristische Fakultät ihre Wiedereröffnung; 1992 wurden die Fachgebiete der 1969 gegründeten und 1991 aufgelösten Ingenieurhochschule für Seefahrt Warnemünde/Wustrow (IHS) angegliedert. In 1992 erfolgte unter dem Rektorat von Gerhard Maeß auch die Gründung der „Fakultät für Ingenieurwissenschaften“, deren Gründungs-Dekan Otto Fiedler war. Mehrere Neustrukturierungen der Mathematisch-technischen Fachbereiche mündeten 2003/04 in die Teilung der Fakultät für Ingenieurwissenschaften in die Fakultät für Maschinenbau und Schiffstechnik und die Fakultät für Informatik und Elektrotechnik. 1996 hatte die Verfassung noch folgende vier Fakultäten verzeichnet: Agrarwissenschaftliche, Ingenieurwissenschaftliche, Mathematisch-Naturwissenschaftliche und Philosophische Fakultät (§ 22). Dazu kamen aber mehrere Fachbereiche, zum Beispiel für Theologie, Jura und Medizin, die die Bezeichnung und de facto auch den Status einer Fakultät hatten.
Die 1991 eingerichtete wissenschaftliche Weiterbildung für Berufstätige (Fernstudium) bot 2015 die Masterprogramme Umweltschutz (M.Sc., 4 Semester), Bildung und Nachhaltigkeit (M.A., 4 Semester), Medien und Bildung (M.A., 4 Semester) sowie Technische Kommunikation (M.A., 5 Semester) an. Darüber hinaus bot die Universität mehr als 43 mehrmonatige Weiterbildungskursen mit Zertifikatsabschluss an. Dieses Angebot wurde mittlerweile umstrukturiert und besteht aktuell aus nur noch einem Zertifikatskurs und dafür einer Reihe von frei zugänglichen Onlinekurse und Videovorlesungen, die jederzeit und alleine absolviert werden können, aber auch ohne Zertifizierung abschließen.
Die Beteiligung der Universität am 1994 gegründeten Verbund Norddeutscher Universitäten hat u. a. den Aufbau eines überregionalen Forschungsnetzwerkes sowie die Intensivierung des Austausches der Forschungsinitiativen zum Ziel.
Am 14. November 2013 gab die Philosophische Fakultät der Universität Rostock bekannt, ein Prüfverfahren zur möglichen Verleihung der Ehrendoktorwürde an den Datenskandal-Enthüller Edward Snowden einzuleiten. In der Begründung zur Entscheidung für das Prüfverfahren sprach der Fakultätsausschuss davon: „Snowdens Entscheidung, seine persönliche Freiheit zum höheren Zweck der Aufklärung über soziale Missstände zur Disposition zu stellen, lasse einen hohen Grad an philosophisch-praktischer Reflexion erkennen.“ Neben der moralisch-philosophischen Komponente in Snowdens Handeln wird in dem Verfahren besonders der Frage nachgegangen, inwieweit Snowdens Handeln wissenschaftlich relevant sei.
Seit den 2000er Jahren unterliegt die Universität einem stetigen Veränderungsprozess; so wurde mit der Umsetzung der Bologna-Reform die Struktur von Studium und Lehre grundlegend verändert. Der dadurch eingeschränkten Flexibilität der individuellen Studiengestaltung steht allerdings ein breiteres Angebot an Studiengängen gegenüber. Zudem wurden moderne E-Learningsysteme wie ILIAS und Stud.-IP als Lernplattformen in die Lehre eingeführt. In der Forschung wurden mit der Gründung der interdisziplinären Fakultät vier Cluster definiert, die die Zentren der Forschung darstellen sollen. Forschung und Lehre stehen dabei in enger Zusammenarbeit mit den An-Instituten der Universität und den externen Forschungsinstituten in Rostock. Auch die breite räumliche Dislozierung wird derzeit zugunsten einer Konzentration auf vier Campus und einige wenige Nebenstandorte umstrukturiert: Dabei soll der Südstadtcampus die MINT-Fächer beheimaten, der Ulmencampus die Wirtschafts- und Sozial-, Geistes- und Rechtswissenschaften, der Innenstadtcampus die Theologie und die Verwaltung sowie der Campus Schillingallee die Universitätsmedizin.
Entwicklung der Studierendenzahlen im 21. Jahrhundert
Nach der Wende nahm die Studierendenzahl in Rostock zunächst zu: Hatten in den letzten Jahren der DDR jedes Jahr rund 1400 Menschen ein Studium an der Universität Rostock aufgenommen, so stieg die Zahl schnell auf über 3000 Immatrikulationen im Jahr. In den letzten Jahren hat die Universität Rostock allerdings ebenso wie die anderen Hochschulen im Bundesland mit einem Rückgang der Studierendenzahlen zu kämpfen. Vom Höchstwert von knapp 15.300 Studierenden im Wintersemester 2011/2012 sank die Zahl auf gut 12.700 Studierenden im Wintersemester 2021/2022. Ein ähnlicher Trend ist auch an der Universität Greifswald zu erkennen. Laut einer Studie des Sachverständigenrats deutscher Stiftungen ist dies unter anderem damit zu begründen, dass vor allem in strukturschwachen Gebieten Ostdeutschlands viele junge Menschen nach der Schule die Region verlassen, statt ihr Studium vor Ort aufzunehmen. Auf der anderen Seite nimmt die Zahl der Studierenden, die eigens zum Studium nach Rostock kommen, zu: So verdoppelte sich vom Wintersemester 2011/2012 bis zum Wintersemester 2018/2019 die Zahl der ausländischen Studierenden, welche insbesondere ingenieurwissenschaftliche Studien aufnahmen. Aber auch die Zahl der Studierenden, die ihre Hochschulzugangsberechtigung in einem anderen deutschen Bundesland erworben haben und zum Studium nach Rostock kommen, nimmt zu.

## Forschung und Studium

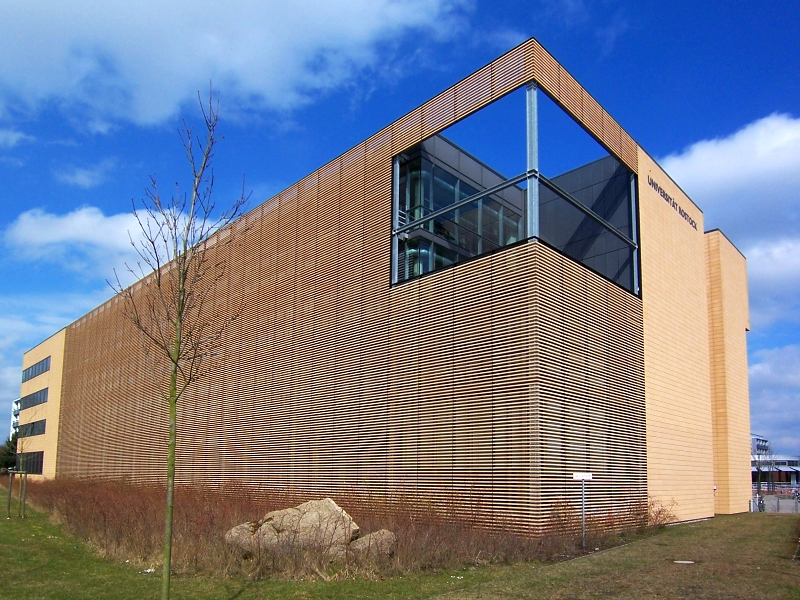
Uni-Bibliothek

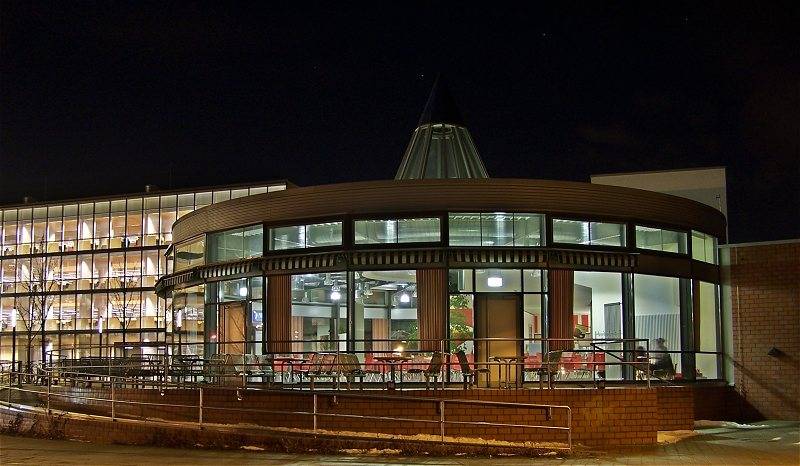
Mensa

### Forschung
Seit der Gründung einer Interdisziplinären Fakultät im Oktober 2007, einer Novität in der deutschen Hochschullandschaft, hat die Universität Rostock in Forschung und Lehre vier interdisziplinäre Profillinien entfaltet. Die Interdisziplinäre Fakultät ist zentrale Schnittstelle für die Wissenschaftler aller anderen neun Fakultäten. An ihr sind die vier Profillinien in sogenannten „Departments“ organisiert und können von den verschiedenen fachlichen Zweigen gemeinsam untersucht und bearbeitet werden. Die vier Departments der Interdisziplinären Fakultät der Universität Rostock sind:
- Das Department Science and Technology of Life, Light and Matter (Leben, Licht und Materie) verbindet Natur- und Ingenieurwissenschaften sowie Medizin; neue Materialien und deren Interaktion mit Licht spielen dabei eine bedeutende Rolle. Die Forschungsergebnisse bringen vor allem Neuheiten in den Bereichen Nanotechnologie, Photonik, Katalyse und Engineering sowie deren Anwendungen auf Regenerative Medizin und Simulationstechniken. Damit partizipiert das Department auch an den SFBs 1270 (Elektrisch Aktive ImplaNtatE – ELAINE) und 1477 (Light-Matter Interactions at Interfaces - LiMatI). Diese Forschungsrichtungen sind unter anderem durch die Studienrichtungen Nano and Surface Physics und Physics of Life, Light, and Matter des Masterstudiengangs Physik auch in der Lehre abgebildet. Zur Verbesserung der Forschungsbedingungen wurde 2016 am Südstadtcampus ein Neubau eröffnet, der neben dem Department für Leben, Licht und Materie auch das Institut für Physik mit drei Hörsälen beheimatet.[25] Neben der Zusammenarbeit der verschiedenen universitären Fachbereiche, gibt es außerdem eine intensive Kollaboration mit dem Leibnitz Institut für Katalyse und dem Zentrum für interdisziplinäre Elektronenmikroskopie MV.
- Das Department Maritime Systems (Maritime Systeme) setzt sich insbesondere mit Küstensystemen auseinander, die land- und wasserseitig im Mittelpunkt des Interesses stehen. Aspekte der Agrar- und Umweltwissenschaften sowie der Natur- und Ingenieurwissenschaften fließen darin ein, sodass Meeresforscher, Ingenieure, Landwirte, Geistes- und Sozialwissenschaftler sowie Ökonomen und Juristen in die Forschungsthemen integriert sind. Die Veränderungen von Küstenzonen durch globale und regionale Einflüsse, die Nutzung maritimer Systeme sowie die nachhaltige Entwicklung von Küsten- und Meeresgebieten steht im Zentrum der Forschung. Die Forschung am Department erfolgt in enger Zusammenarbeit mit dem IOW und ist unter anderem über die Studienrichtung Physics of Ocean, Atmosphere, and Space im Masterstudiengang Physik, den Masterstudiengang Meeresbiologie, die Themengruppen Küsteningenieurwesen und Marine Ökosysteme im Masterstudiengang Umweltingenieurwissenschaften oder den Masterstudiengang Schiffs- und Meerestechnik in der Lehre stark abgebildet. Aktuell sind verschiedene Projekte in das Department integriert: Auf der einen Seite existiert der Ocean Technology Campus als Zukunftscluster mit dem Ziel einer engen Verzahnung von Forschung und Industrie und auf der anderen Seite existieren mehrere Forschungsprojekte wie zum Beispiel BACOSA II, SECOS II und der WissenschaftsCampus Rostock Phosphorforschung. BACOSA II (Baltic Coastal System Analysis and Status Evaluation) ist ein durch das Bundesministerium für Bildung und Forschung gefördertes Verbundprojekt zwischen den Universitäten aus Rostock, Greifswald und Kiel, das wichtige Grundlagen zur Bewertung des Umweltzustandes der Küstenökosysteme im Rahmen der EU-Wasserrahmenrichtlinie (WRRL) und der Meeresstrategie-Rahmenrichtlinie (MSRL) liefert. SECOS II (The Service of Sediments in German Coastal Seas) untersucht die Sedimente der Ostsee, um ein nachhaltiges Küstenzonenmanagement bilden zu können. Der WissenschaftsCampus Rostock Phosphorforschung beschäftigt sich mit der Problematik der weltweiten Phosphorverknappung, die in Zukunft vielfältige Probleme für die Nahrungsmittelversorgung und Wirtschaftskreisläufe entstehen lässt. Am Department sind zudem das DFG-Graduiertenkolleg Baltic TRANSCOAST mit dem Schwerpunkt auf Wechselwirkungen zwischen land- und meerseitigen Prozessen von Küstenmooren und Ostsee und die Exzellenzinitiative WETSCAPES des Landes MV angesiedelt. Das Department ist außerdem Mitglied in der Deutschen Allianz für Meeresforschung und verfügt über einen modernen Forschungskatamaran mit dem Namen Limanda.
- Aging Science and Humanities (Altern des Individuums und der Gesellschaft) beschäftigt sich mit dem Thema des demographischen Wandels und der damit verbundenen älter werdenden Gesellschaft; dabei werden soziale und medizinische Aspekte sowie biologische Ursachen untersucht, die die zunehmende Knappheit an Nachwuchs- und Führungskräften, den Anstieg der Pflegebedürftigkeit und Finanzierungsschwierigkeiten der Sozialversicherungssysteme zur Folge haben. Das Department sucht hierfür nach neuen Lösungen auf der Ebene der medizinischen Versorgungs- und Therapieformen, im Bereich der wirtschaftlichen und sozialen Strukturen und in Bezug auf technische Assistenzsysteme.
- Wissen – Kultur – Transformation beschäftigt sich in drei Forschungsschwerpunkten mit den Themen Medien und Repräsentation des Wissens / Transformation des Wissens, Wissen und Interkulturalität sowie Wissen und Macht. Unter dem Schwerpunkt „Medien und Repräsentation des Wissens / Transformationen des Wissens“ wird nach dem Verhältnis von Wissen und Medien gefragt, indem die Gegenseitigkeit dieser Beziehung untersucht wird. Der Forschungsschwerpunkt „Wissen und Interkulturalität“ vereinigt Projekte und Veranstaltungen, die sich mit den vielfältigen Verschränkungen von Wissen und kulturellen Phänomenen beschäftigen. Der dritte Forschungsschwerpunkt des Departments „Wissen – Kultur – Transformation“ fragt nach den komplexen Zusammenhängen und Interdependenzen von Wissen, Macht und Deutung, indem u. a. reflektiert wird, wer oder was entscheidet, welches Wissen als relevant, zutreffend oder gar „wahr“ gilt und wie „Wirklichkeit“ über Interpretation und Deutungen konstruiert wird.

### Studiengänge
Derzeit gibt es an der Rostocker Universität mehr als 200 verschiedene Studiengänge, darunter 42 Bachelorstudiengänge, 56 Masterstudiengänge, 95 Lehramtsstudiengänge, mehrere Promotionsstudiengänge, evangelische Theologie mit dem Abschluss Magister und die Staatsexamensstudiengänge Humanmedizin und Zahnmedizin. Anwärter des Lehramtes können zwischen 30 Unterrichtsfächern für sechs verschiedene Schultypen wählen. Die Studiengänge zum Lehramt an Grundschulen, an Regionalschulen, an Gymnasien sowie für Sonderpädagogik schließen mit der 1. Staatsprüfung für das Lehramt ab, während die Studiengänge der Berufspädagogik im mit Bachelor, bzw. Master abschließen. Teile der Lehramtsausbildung werden zusammen mit der Hochschule für Musik und Theater angeboten, beispielsweise im Fach Theater.
Im Bereich der für internationale Studierende ausgerichteten Studiengänge gibt es derzeit vier englischsprachigen Master-Studiengänge: Computational Science and Engineering, Computational Science (International) und Electrical Engineering an der Fakultät für Informatik und Elektrotechnik sowie den Masterstudiengang Physik an der Mathematisch-Naturwissenschaftlichen Fakultät. Darüber hinaus gibt es zwei Double Degree Programme, die da wären: Integrated Advanced Ship Design – EMship mit der Babeș-Bolyai-Universität in Klausenburg (Rumänien) und Wirtschaftsinformatik mit der Staatlichen Universität ITMO (St. Petersburg, Russland). Als strukturierter Promotionsstudiengang an der Universitätsmedizin wird zudem Molecular Mechanisms of Regenerative Processes in englischer Sprache angeboten.
Besonders prononcierte Lehrangebote hat die Universität in ihren Forschungsschwerpunkten, so hat beispielsweise die Wirtschafts- und Sozialwissenschaftliche Fakultät mit dem Masterstudiengang Demographie ein wesentliches Alleinstellungsmerkmal: nur in Rostock kann man einen Masterabschluss in diesem Fach erlangen.
Neu eingerichtet wurden 2020 und 2022 zudem die dualen Studiengänge Hebammenwissenschaften und Intensivpflege, die Aufstiegs- und Weiterbildungsmöglichkeiten schaffen und damit die Attraktivität dieser Berufsfelder steigern sollen.
Eine weitere Besonderheit ist der Studiengang Good Governance, der das klassische juristische Staatsexamen in Rostock ersetzt hat und Grundlagen aus Wirtschaft, Philosophie, Soziologie und Politik mit einem grundständigen juristischen Studium verbindet. Dieser Studiengang ermöglicht nach circa anderthalb weiteren Jahren ein Abschluss mit dem Staatsexamen an anderen Universitäten oder einen direkten Einstieg in Wirtschaft oder Verwaltung. Die Komplementierung traditioneller Studiengänge mit Studiengängen, die speziell auf die Wirtschaft vorbereiten sollen, ist hierbei ein Trend, so finden sich beispielsweise auch die Studiengänge Wirtschaftsingenieurwesen oder Wirtschaftsinformatik.

#### Auslandsaufenthalte im Rahmen der Studiengänge
Im Rahmen des jeweiligen Studiengangs unterstützt die Universität Rostock zudem Auslandsaufenthalte und hat dafür verschiedene Erasmus+-Partneruniversitäten in ganz Europa. Die Verträge laufen direkt über die einzelnen Fachbereiche. Neben einem Auslandsstudium in Europa über das Erasmus+-Programm, ist es Studierenden der Universität Rostock außerdem möglich, an ausgewählten Partneruniversitäten im außereuropäischen Ausland zu studieren. Partnerverträge gibt es in Nord-, Mittel- und Südamerika, sowie Asien und in Südafrika. Die Koordination der Auslandskooperationen und die Betreuung der Auslandsstudierenden wird vom Rostock International House übernommen.

### Weiterbildung
Seit 1991 bietet die Universität Rostock für Berufstätige Weiterbildungsangebote auf Hochschulniveau an. Das bisherige Modell aus Berufsbegleitenden Masterstudiengänge und Zertifikatskursen wurde mittlerweile umstrukturiert und besteht nur noch aus dem Zertifikatskurs Kollaborative Analyse- und Designprozesse für Softwaresysteme.
Neu hinzugekommen sind seit 2015 jedoch offene Onlinekurse, unter anderem zu den Themen
- Coastal and Marine Management
- European Public Sector Accounting
- Bioenergie
- Gartentherapie
- OpenGeoEdu

sowie offene Videovorlesungen, unter anderem zu den Themen
- Patentschutz für Start-ups
- Einführung in die Erziehungswissenschaft
- Moore - Eine Einführung
- Gewerblicher Rechtsschutz
- Projektmanagement

und sogenannte Micro-Lectures. Diese neuen Angebote könne flexibel belegt werden, schließen aber nicht mit einem Zertifikat ab.
Neben diesen Weiterbildungsformaten, die sich an alle richten, gibt es noch spezielle Weiterbildungsangebote der Hochschuldidaktik, unter anderem mit einem eigenen Zertifikatskurs im Umfang von 5 LP.

#### Gasthörerschaft
Gasthörer können alle interessierten Personen sein, auch ohne Nachweis einer Hochschulzugangsberechtigung (Abitur o. Ä.). Sie können die Einrichtungen der Universität Rostock zum Zwecke der Weiterbildung zu nutzen, das heißt Lehrveranstaltungen in zulassungsfreien Studiengängen besuchen, die Bibliothek nutzen, die Angebote des Sprachenzentrums und des Hochschulsports nutzen. Sie erhalten auch Zugang zur IT-Infrastruktur, gelten allerdings nicht als Studierende der Universität und erhalten daher auch keinen Studienausweis.

### Juniorstudium und Angebote für Schulkinder
Die Universität Rostock bietet für Schüler der gymnasialen Oberstufe die Möglichkeit an, ein Frühstudium (Juniorstudium) in unterschiedlichsten Fächern (Agrarwissenschaft, Medizin, Geschichte, Informatik, Chemie, Biologie, Mathematik, Theologie und Kommunikation) zu absolvieren. Während klassische Ansätze zum Juniorstudium häufig zeitlich mit dem Schulunterricht kollidieren, wird für das Angebot der Universität Rostock ein Blended Learning Konzept genutzt, das heißt eine Kombination aus asynchronem E-Learning einerseits und synchronen Veranstaltungen, z. B. zur Durchführung von Praktika in naturwissenschaftlichen Fächern, andererseits.
Zudem unterstützt die Universität immer wieder Schülerinnen und Schüler aus Rostock bei der Umsetzung ihrer Projekte im Rahmen des Wettbewerbs Jugend Forscht. Insbesondere die Fachdidaktiken stellen zudem zahlreiche verschiedene Angebote für Schülerinnen und Schüler aus Rostock zur Verfügung, beispielsweise Lehr-Lern-Labore der Physik, den Mathematikwettbewerb Pokal des Rektors oder den Physiktag und den Tag der Mathematik.
Außerdem gibt es die sogenannte Kinder-Uni; ein Angebot, das sich vor allem an Kinder im Grundschulalter richtet und aus vier Vorlesungen zu kindgerecht aufgearbeiteten Themen pro Semester besteht.

### Campusleben

#### Lernorte
Lernorte der Studierenden sind vorwiegend die Einrichtungen der 1569 gegründeten Universitätsbibliothek Rostock. Diese ist mit einem Bestand von über 2,2 Millionen Publikationen nicht nur die größte Bibliothek in Mecklenburg-Vorpommern, sondern stellt an ihren Standorten über 900 Lernplätze und Gruppenarbeitsräume für die Studierenden zur Verfügung. Auch die einzelnen Institute der Universität verfügen häufig über eigene Lernräume und PC-Pools.

#### Studierendenwerk Rostock-Wismar
Die Hauptmensa in der Südstadt wurde 1999 neu errichtet. 2003 gewann sie den Mensawettbewerb der Zeitschrift UNICUM, 2006 wurde sie zum zweiten Mal bundesweit Zweiter, 2012 erneut beste Mensa Deutschlands. Insgesamt gibt es in Rostock sechs Standorte des Studierendenwerks Rostock-Wismar (plus ein Standort in Wismar). Das Studierendenwerk Rostock-Wismar unterhält zudem mehrere Studierendenwohnheime und hat ein breites Angebot an sozialen und psychologischen Angeboten.

#### Hochschulsport und Sprachenzentrum
Der mit 250 Kursen und insgesamt 6000 Kursplätzen vertretene Hochschulsport wurde 2006 in einer Studie des Centrums für Hochschulentwicklung deutschlandweit in der Spitzengruppe bewertet. Zudem bietet das Sprachenzentrum die Möglichkeit elf Sprachen, zum Beispiel Dänisch und Deutsch als Gebärdensprache, auf unterschiedlichen Niveaus zu erlernen. Auch Kurse zum akademischen Schreiben werden hier angeboten.

#### Medien
Das 4-mal jährlich erscheinende Studentenmagazin heuler wurde 2012 von der Pro Campus-Presse, eine Initiative vom Verlag Rommerskirchen, aus 32 Einreichungen neben dem Ottfried zur besten Studierendenzeitungen Deutschlands gewählt. Im Jahr 2011 schafften sie es schon auf den dritten Platz. Die Universität verfügt zudem über das Forschungsmagazin Traditio et Innovatio, das zweimal im Jahr erscheint. Aktuelle Ausgaben sind auch online im Volltext zugänglich. Die Auflage der Ausgabe im Juni 2015 betrug 3.500 Stück.

#### Semesterticket
Seit dem Sommersemester 2024 verfügen Studierende über das Deutschlandticket als Solidarmodell. Darüber hinaus gibt es das Kulturticket, mit welchem der Eintritt zu Kulturveranstaltungen in Rostock häufig ermäßigt oder erlassen werden kann. Der Semesterbeitrag betrug im Sommersemester 2024 266 €.

#### Gruppen
Vor Ort gibt es Gruppen aller Art, etwa wirtschaftliche (z. B. die Studentische Unternehmensberatung oder den Hanseatischen Börsenverein), politische (z. B. Linksjugend solid, Jusos, Soli.UNI oder RCDS), religiöse (Studierendenmission Rostock), gewerkschaftsnahe (z. B. DGB-Jugend) oder anderweitig gebundene Interessengruppen (z. B. Sea-Eye, Kritische Medizin oder auch Lokale ERASMUS Initiative). Es besteht zudem die Möglichkeit, sich im Allgemeinen Studierendenausschuss (AStA), einem Fachschaftsrat oder im Studierendenrat (StuRa) aktiv zu beteiligen und sich damit für Studenten und Universität als ganzes zu engagieren.

#### Clubs
Rostock verfügt zudem über ein aktives studentisches Nachtleben, unter anderem in Clubs wie dem LT-Club oder dem Studentenkeller und vielen Bars.

## Organisation und Einrichtungen

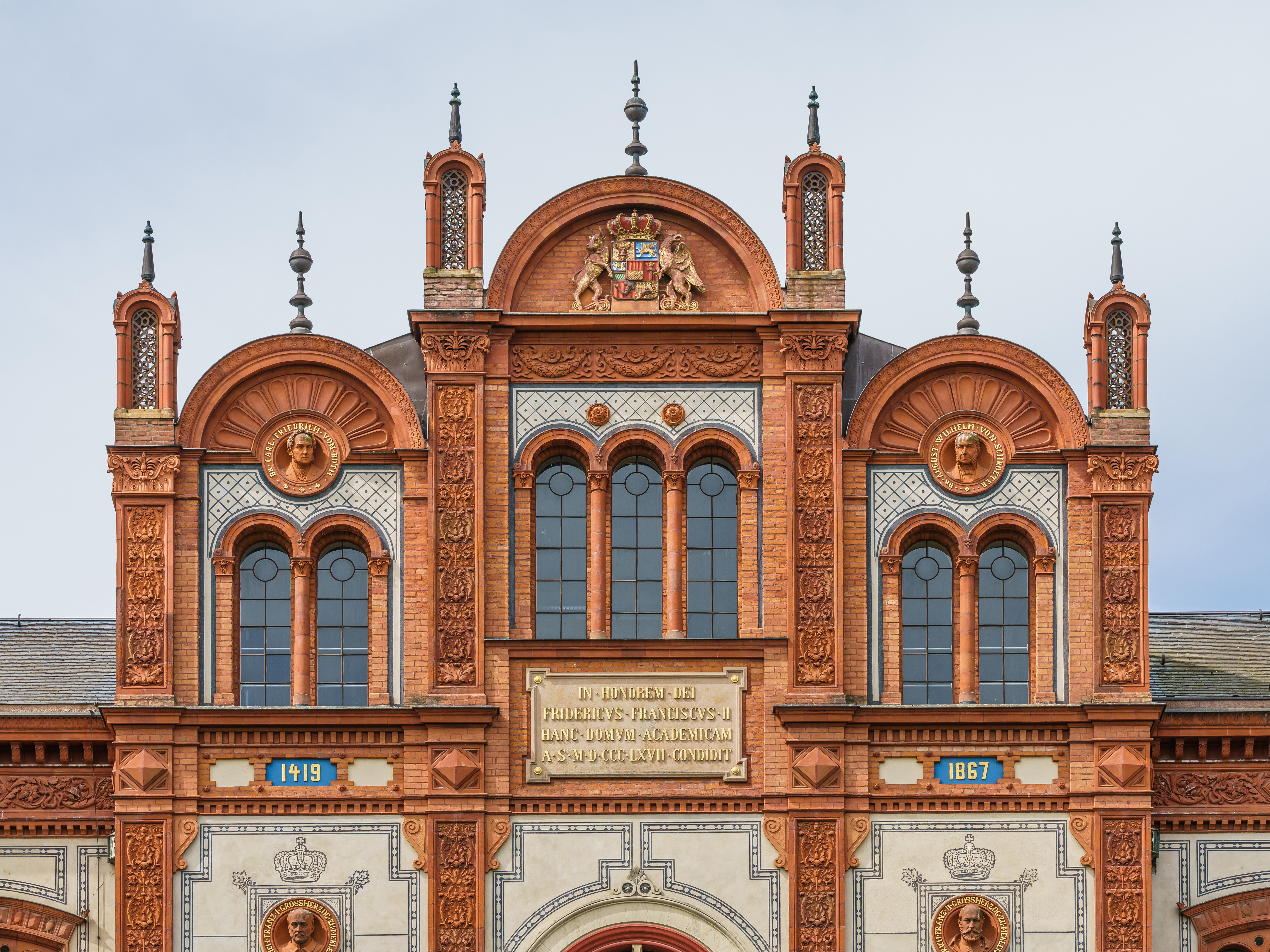
Verzierung des Hauptgebäudes der Universität Rostock

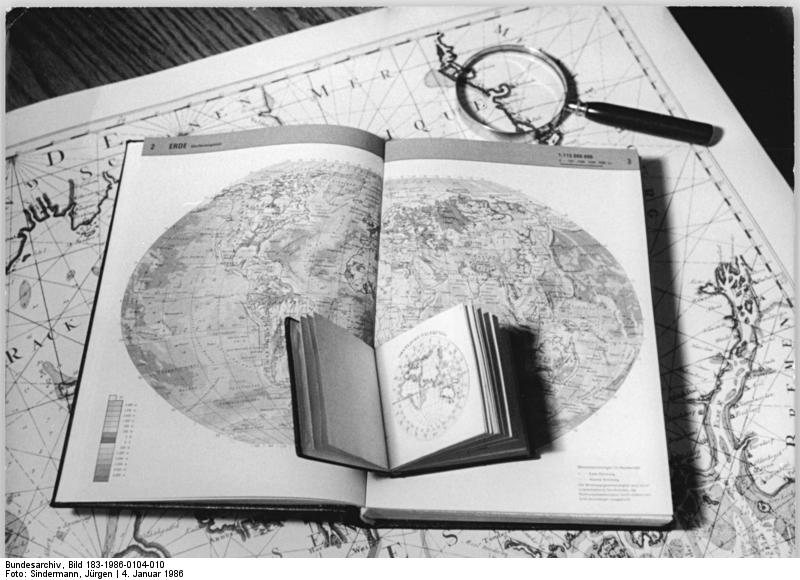
Der sogenannte „Etui-Atlas der Erde“ von 1831. Der angeblich kleinste Atlas der Welt befindet sich im Besitz der Universität Rostock

Heute bieten die zehn Fakultäten der Universität Rostock und die zahlreichen An-Institute Mitarbeitern und Studenten ein breites Fächerspektrum und ermöglichen den Wissenschaftlern gleichzeitig den Zugang zu vielen Forschungsthemen. Diese Arbeit wird unterstützt durch weitere Organisationseinheiten, wie die Universitätsbibliothek und das IT- und Medienzentrum. Die Universität Rostock hat zudem eine umfassende akademische Sammlung, deren Sammlungsgeschichte bis in das 18. Jahrhundert zurück reicht.

### Rektorat und Selbstverwaltung
Die Universität Rostock wird durch das Rektorat mit einem Rektor oder einer Rektorin an der Spitze geleitet, neben zwei weiteren Hochschullehrern und einem weiteren Mitarbeiter sitzt im Rektorat auch ein studentisches Mitglied, alle sind als Prorektoren voll stimmberechtigt. Beraten wird das Rektorat von einem Universitätsrat aus sechs Mitgliedern, die nicht der Universität angehören, sondern aus Wirtschaft, Kultur, Gesellschaft etc. kommen. Das Rektorat wird durch das Konzil gewählt, dieses berät zudem über weitere grundlegende Angelegenheiten der Universität und nimmt zum Beispiel zum Hochschulentwicklungsplan Stellung, der vom Senat beschlossen wird. Der Senat nimmt in der Universitätsverwaltung verschiedene Aufgaben wahr, unter anderem beschließt er auch die Studien- und Prüfungsordnungen der einzelnen Studiengänge oder die Promotionsordnungen der Fakultäten. Die Fakultäten werden von einem Dekan oder einer Dekanin geleitet, die einem Dekanat mit mehreren Prodekanen vorstehen. Das Dekanat ist dabei dem Fakultätsrat verantwortlich.
Daneben gibt es noch die studentischen Gremien. Von der Studierendenschaft wird der Studierendenrat (StuRa), das Parlament der Studierendenschaft, gewählt. Als Exekutivorgan funktioniert der Allgemeine Studierendenausschuss (AStA). Dieser setzt sich aus mehreren Referaten, wie zum Beispiel Studium und Lehre oder Antidiskriminierung zusammen.

#### Rektoren
- 1990–1998: Gerhard Maeß (1937–2016)
- 1998–2002: Günther Wildenhain (1937–2021)
- 2002–2006: Hans Jürgen Wendel (* 1953)
- 2006–2008: Thomas Strothotte (* 1959)
- 2009–2023: Wolfgang Schareck (* 1953)
- seit 2023: Elizabeth Prommer (* 1965)

### Fakultäten
- Fakultät Agrar, Bau und Umwelt
- Fakultät für Informatik und Elektrotechnik
- Fakultät für Maschinenbau und Schiffstechnik
- Juristische Fakultät
- Mathematisch-Naturwissenschaftliche Fakultät
- Universitätsmedizin
- Philosophische Fakultät
- Theologische Fakultät
- Wirtschafts- und Sozialwissenschaftliche Fakultät
- Interdisziplinäre Fakultät

### Zentrale Organisationseinheiten
- Universitätsbibliothek Rostock, 1569 gegründet und älteste Hochschulbibliothek Norddeutschlands sowie die größte Bibliothek Mecklenburg-Vorpommerns (bei einem aktuellen Bestand von über 2,2 Millionen Publikationen).
- IT- und Medienzentrum
- Sprachenzentrum

### Zentrale Einrichtungen
- Zentrum für Qualitätssicherung in Studium und Weiterbildung (ZQS)
- Zentrum für Lehrerbildung und Bildungsforschung (ZLB)

### Externe Forschungsinstitute und An-Institute
- Leibniz-Institut für Katalyse (An-Institut)
- Leibniz-Institut für Ostseeforschung in Warnemünde (An-Institut)
- Leibniz-Institut für Atmosphärenphysik in Kühlungsborn (An-Institut)
- Institut für Windtechnik, Energiespeicherung und Netzintegration (An-Institut)
- Forschungsinstitut für Nutztierbiologie in Dummerstorf bei Rostock
- Max-Planck-Institut für demografische Forschung
- Fraunhofer-Institut für Graphische Datenverarbeitung (IGD)
- Fraunhofer-Institut für Großstrukturen in der Produktionstechnik (IGP)
- Deutsches Zentrum für Neurodegenerative Erkrankungen (DZNE)
- Thünen-Institut für Ostseefischerei

### Wissenschaftliche Sammlungen
- Abendmahlsgerät der Theologischen Fakultät
- Akademisches Münzkabinett
- Anatomische Lehrsammlung: Die 1833 gegründete Sammlung gehört zu den ältesten und umfangreichsten Sammlungen Deutschlands und umfasst etwa 3000 Ausstellungsstücke (Trocken- und Feuchtpräparate, Ziegler’sche Wachsmodelle, Plastinate).[50]
- Archäologische Sammlung
- Artothek
- Botanischer Garten
- Fotosammlung
- Gemäldesammlung
- Graphiksammlung
- Herbarium Rostochiense (ROST)
- Historische Drogensammlung
- Insignien
- Kunstwerke
- Mineralogische Lehrsammlung
- Mineralogisch-Paläontologische Sammlung
- Moulagensammlung der Rostocker Hautklinik
- Nachlass Armin Münch
- Ophthalmologische Sammlung der Universitäts-Augenklinik Rostock
- Pathologisch-anatomische Lehrsammlung
- Photo-Eschenburg-Archiv
- Physiologische Sammlung
- Sammlung Chemischer Präparate
- Sammlung Filme
- Sammlung Historischer Chemischer Geräte
- Sammlung Historischer Physikalischer Geräte
- Sondersammlungen der Universitätsbibliothek
- Wossidlo-Archiv am Institut für Volkskunde
- Zoologische Sammlung

## Partner-Universitäten
In einer in Deutschland durch die Deutsche Wiedervereinigung von gesellschaftlichem Umbruch und Hochschulerneuerung geprägten Zeit wurden in 1993 auch Arbeitskontakte zur East Tennessee State University (ETSU) hergestellt: „Rektor  besuchte Universität von Tennessee: Kooperation vereinbart. Alma Mater hat mit 53 ausländischen Universitäten Verträge“ berichtete die in Rostock erscheinende Norddeutsche Neueste Nachrichten (NNN) in der Ausgabe vom 18. Juni 1993 über einen Arbeitsbesuch von Gerhard Maeß auf Einladung in den USA, dessen Höhepunkt die Unterzeichnung einer Kooperationsvereinbarung zwischen der East Tennessee State University (ETSU) und der Universität Rostock war und somit durch Arbeitskontakte das Spektrum der internationalen Zusammenarbeit beider Universitäten erweiterte.
Die Universität Rostock kooperiert derzeit mit 55 Hochschulen in 27 Ländern. Ein Schwerpunkt der internationalen Zusammenarbeit ist der Ostseeraum mit den skandinavischen Ländern, Russland, Polen und den baltischen Staaten. Im Rahmen des Erasmus-Programms kooperiert die Universität Rostock mit 175 Hochschulen in den 27 EU-Ländern, Norwegen, Liechtenstein, Island und der Türkei. Die Kooperation mit Partnereinrichtungen im Ausland erfolgt sowohl auf der Basis gemeinsamer Forschungsvorhaben, als auch auf dem Gebiet der Lehre. So sind nicht nur der Studentenaustausch, Gastlehrtätigkeit, die gemeinsame Betreuung von Diplomanden und Doktoranden, von Projektarbeiten und Praktika Bestandteil der Partnerschaften, sondern auch die Diskussion konzeptioneller und organisatorischer Fragen der Studienreform im Rahmen des Bologna-Prozesses sowie der fachliche Austausch bei der Lehrplangestaltung und in Vorbereitung der Einführung neuer und zukünftig auch gemeinsamer Studiengänge.

## Persönlichkeiten

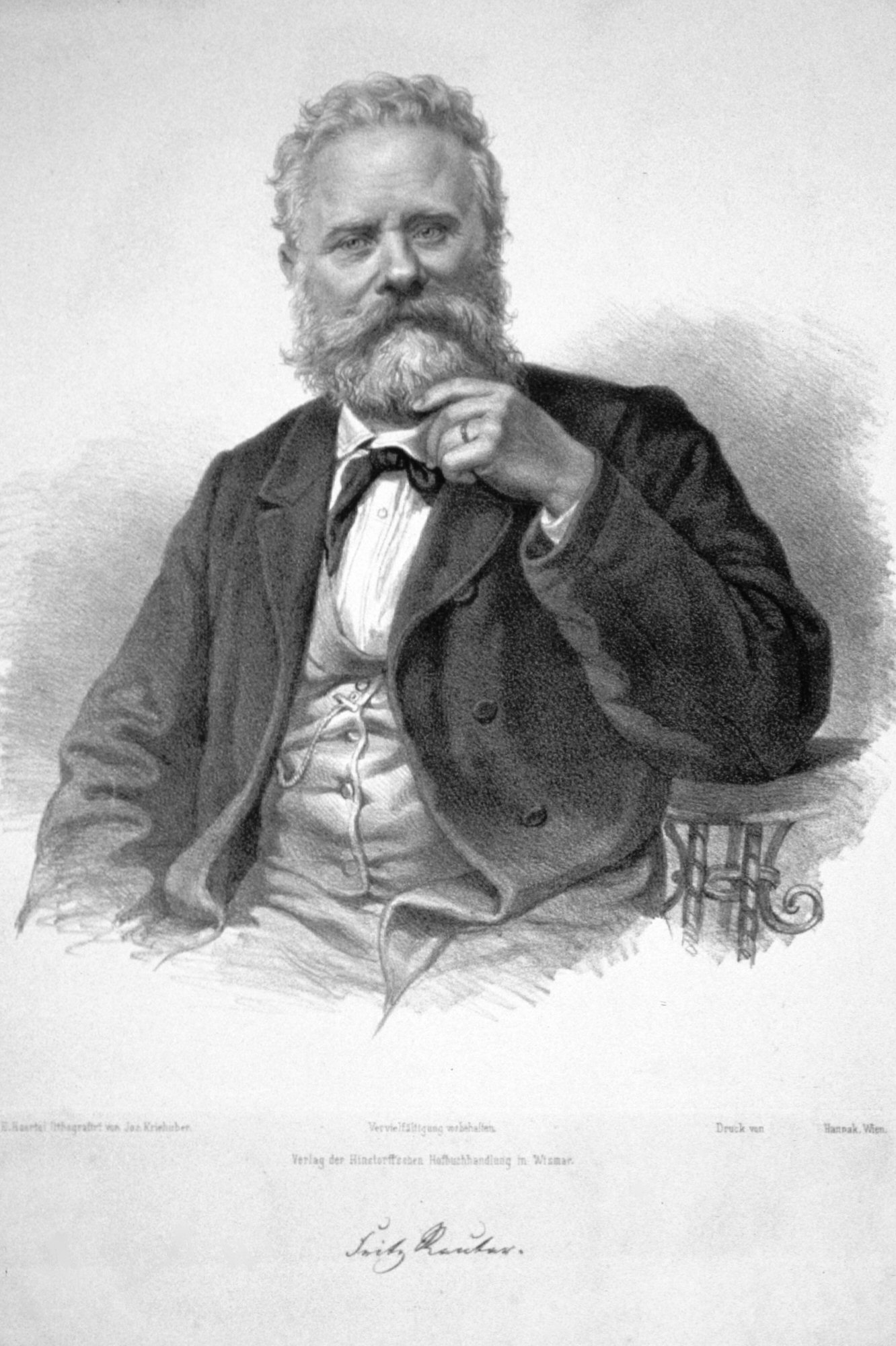
Fritz Reuter, Schriftsteller

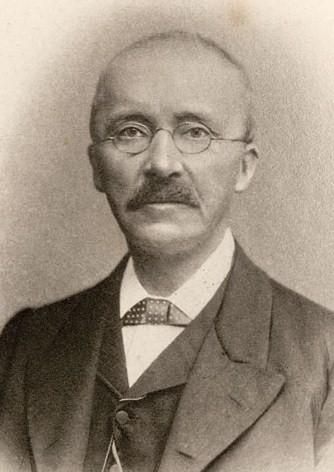
Heinrich Schliemann, Archäologe

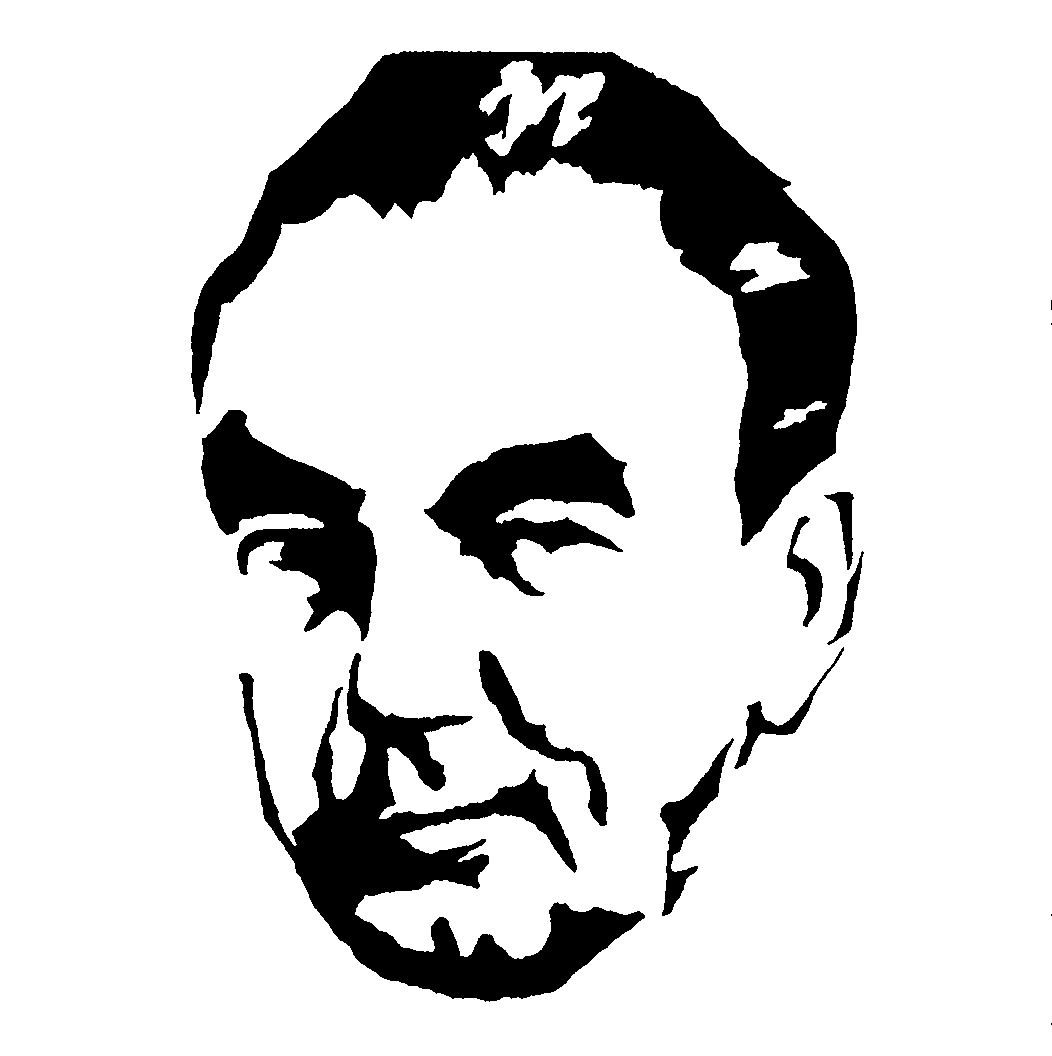
Erich Kästner, Schriftsteller

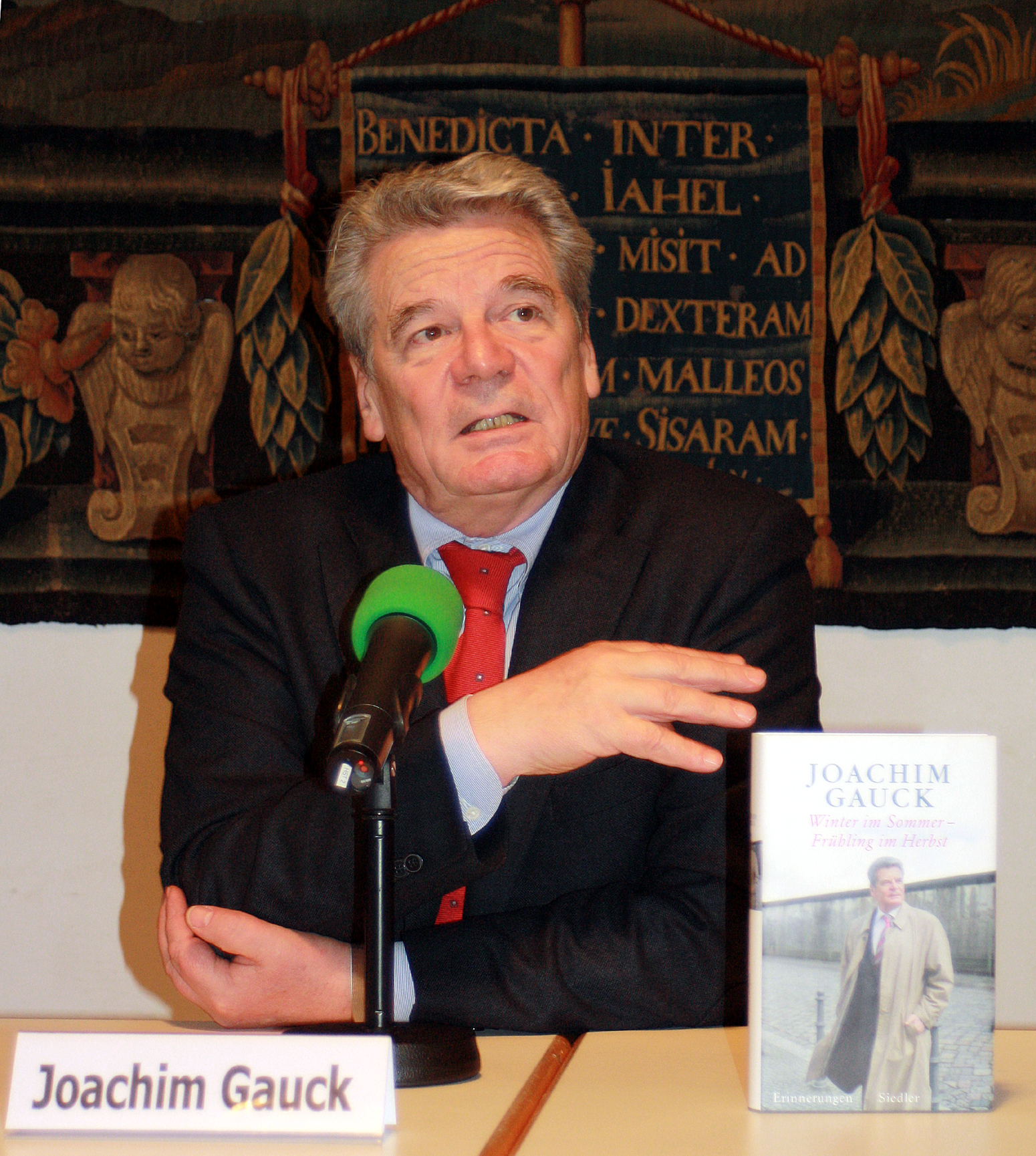
Joachim Gauck, Deutscher Bundespräsident

- Ulrich von Hutten (1488–1523), Humanist, verfasste 1509 in Rostock sein erstes bedeutendes Werk (Zwei Bücher Klagelieder gegen Vater und Sohn Lötz)
- Tycho Brahe (1546–1601), Astronom und Astrologe, Entdecker des Phänomens Supernova, studierte zwei Jahre in Rostock und hielt viele Jahre Kontakt zu Rostocker Professoren
- Axel Oxenstierna (1583–1654), schwedischer Kanzler, studierte 1599 in Rostock
- Heinrich Rahn (1601–1662), Jurist, Hochschullehrer, Studium 1625 in Rostock, Promotion 1633 in Rostock, zwischen 1637 und 1657 siebenmal Rektor der Universität
- Oluf Gerhard Tychsen (1734–1815), Orientalist, Mitbegründer der arabischen Paläographie, ab 1789 Oberbibliothekar
- Leopold von Plessen (1769–1837), Diplomat, Minister, Geheimeraths- und Regierungspräsident (1836) Mecklenburg-Schwerins,[51] bedeutender Vertreter der Mindermächtigen auf dem Wiener Kongress, Verleihung der jur. Ehrendoktorwürde der Universität Rostock anlässlich der 400-Jahr-Feier 1819
- Johann Heinrich von Thünen (1783–1850), Wirtschaftswissenschaftler und Sozialreformer, Verleihung der phil. Ehrendoktorwürde der Universität Rostock 1830[52]
- Fritz Reuter (1810–1874), niederdeutscher Schriftsteller, Verleihung der Ehrendoktorwürde der Universität Rostock 1863, Aufnahme des Jura-Studiums an der Universität Rostock 1831
- Karl Hegel (1813–1901), Historiker, 1841–1856 Professor der Geschichte und Politik, Begründer der modernen Geschichtswissenschaft an den Universitäten Rostock und Erlangen (seit 1856)
- Heinrich Schliemann (1822–1890), Archäologe, Promotion in Rostock zum Dr. phil. 1869; Namenspatron des Heinrich-Schliemann-Instituts für Altertumswissenschaften in der Philosophischen Fakultät
- Albrecht Kossel (1853–1927), Mediziner und Physiologe, promovierte 1878 an der Universität Rostock, späterer Nobelpreisträger für Physiologie oder Medizin (1910)
- Rudolf Steiner (1861–1925), Begründer der Anthroposophie, Promotion zum Dr. phil. in Rostock 1891
- Hans Spemann (1869–1941), Biologe, 1908–1914 Professor für Allgemeine Zoologie und vergleichende Anatomie an der Universität Rostock, 1935 Nobelpreis für Physiologie oder Medizin
- Karl von Frisch (1886–1982), Zoologe, ord. Professor für Zoologie von 1921 bis 1923, späterer Nobelpreisträger für Physiologie oder Medizin (1973)
- Otto Stern (1888–1969), Physiker, Professor für Experimentalphysik von 1921 bis 1923, Nobelpreis für Physik 1943
- Erich Kästner (1899–1974), Schriftsteller, Germanistik-Studium 1921
- Walter Hallstein (1901–1982), Politiker und Jurist, Professor für Privat- und Gesellschaftsrecht von 1930 bis 1941
- Pascual Jordan (1902–1980), Physiker, außerordentlicher, später ordentlicher Professor für Physik von 1929 bis 1944
- Eugen Gerstenmaier (1906–1986), ev. Theologe und Politiker, Promotion an der Theologischen Fakultät 1935
- Peter von Siemens (1911–1986), deutscher Industrieller, studierte Volkswirtschaftslehre
- Walter Kempowski (1929–2007), Schriftsteller, Honorarprofessor für Neuere Literatur- und Kulturgeschichte (nach 2003)
- Hans Apel (1932–2011), Politiker, seit 1993 Honorarprofessor für Finanzpolitik an der Wirtschafts- und Sozialwissenschaftlichen Fakultät
- Uwe Johnson (1934–1984), Schriftsteller, Germanistik-Studium 1952 bis 1954
- Joachim Gauck (* 1940), Deutscher Bundespräsident, Theologiestudium bis 1965, Ehrendoktor der Theologischen Fakultät
- Bernhard Lampe (1947–2017), Ingenieurwissenschaftler und Professor für Regelungstechnik, erster Seniorprofessor der Universität

## Rolle in Rostock und Region
Im Jahr 2006 wurden über 700 Wissenschaftlerstellen aus Drittmitteln für Forschungsprojekte oder Graduiertenkollegs finanziert. Daneben gingen bisher mehrere hundert Unternehmensgründungen aus den Fakultäten hervor, darunter auch besonders innovative Start-up-Unternehmen. Zwischen den Jahren 2009 und 2013 konnten die Dritt- und Sondermittelausgaben in der Forschung von 40,0 % auf 57,2 % gesteigert werden, was einem Zuwachs von 40 % entspricht.
Eine Organisation zur Unterstützung von Gründern an der Universität ist das Zentrum für Entrepreneurship (ZfE), das vom Entrepreneurs Club Rostock unterstützt wird.
In den vergangenen Jahren wurden etwa 90 Erfindungsmeldungen und 19 internationale Patentanmeldungen eingereicht. Die Wirtschafts- und Sozialwissenschaften unterstützen in Forschung und Lehre besonders kleine und mittlere Unternehmen in den Bereichen Tourismus und Logistik. Die bundesweit einmaligen ökologisch ausgerichteten Agrar- und Umweltwissenschaften beschäftigen sich mit der Produktivität und Entwicklungsfähigkeit des ländlichen Raums. Im Jahr 2009 kamen 59,3 % der Studenten der Uni Rostock aus dem Bundesland Mecklenburg-Vorpommern. Im Jahr 2013 kamen nur noch 49,0 % der Studierenden aus Mecklenburg-Vorpommern.
Insgesamt sind an der Universität Rostock 2.980 Mitarbeiter angestellt (darunter 750 in der Universitätsmedizin – nur in Forschung und Lehre, Pflegestellen sind nicht eingerechnet), was die Universität Rostock zu einem der größten Arbeitgeber des Bundeslandes macht.
Die Universität ist bestrebt als integraler Bestandteil der Stadtgesellschaft in Rostock aufzutreten. Dazu gibt zahlreiche Events, die eine Brücke zwischen akademischer und nicht-akademischer Welt schlagen sollen, wie beispielsweise die populärwissenschaftlichen Vorträge der Samstagsuniversität der Mathematisch-Naturwissenschaftlichen Fakultät und die Gesprächsreihe Universität im Rathaus. Am bekanntesten ist sicherlich die Lange Nacht der Wissenschaften, ein jährliches Event mit zahllosen Vorträgen, Laborführungen, Diskussionen, Experimenten und Mitmach-Angeboten. Auch das öffentlich begangene Doppeljubiläum von Stadt (2018) und Universität (2019) hat die bestehenden Verbindungen zwischen Stadt und Universität gezeigt und die zukünftigen Verbindungen gestärkt.